# 首都圈新都市鐵道TX-2000系電力動車組

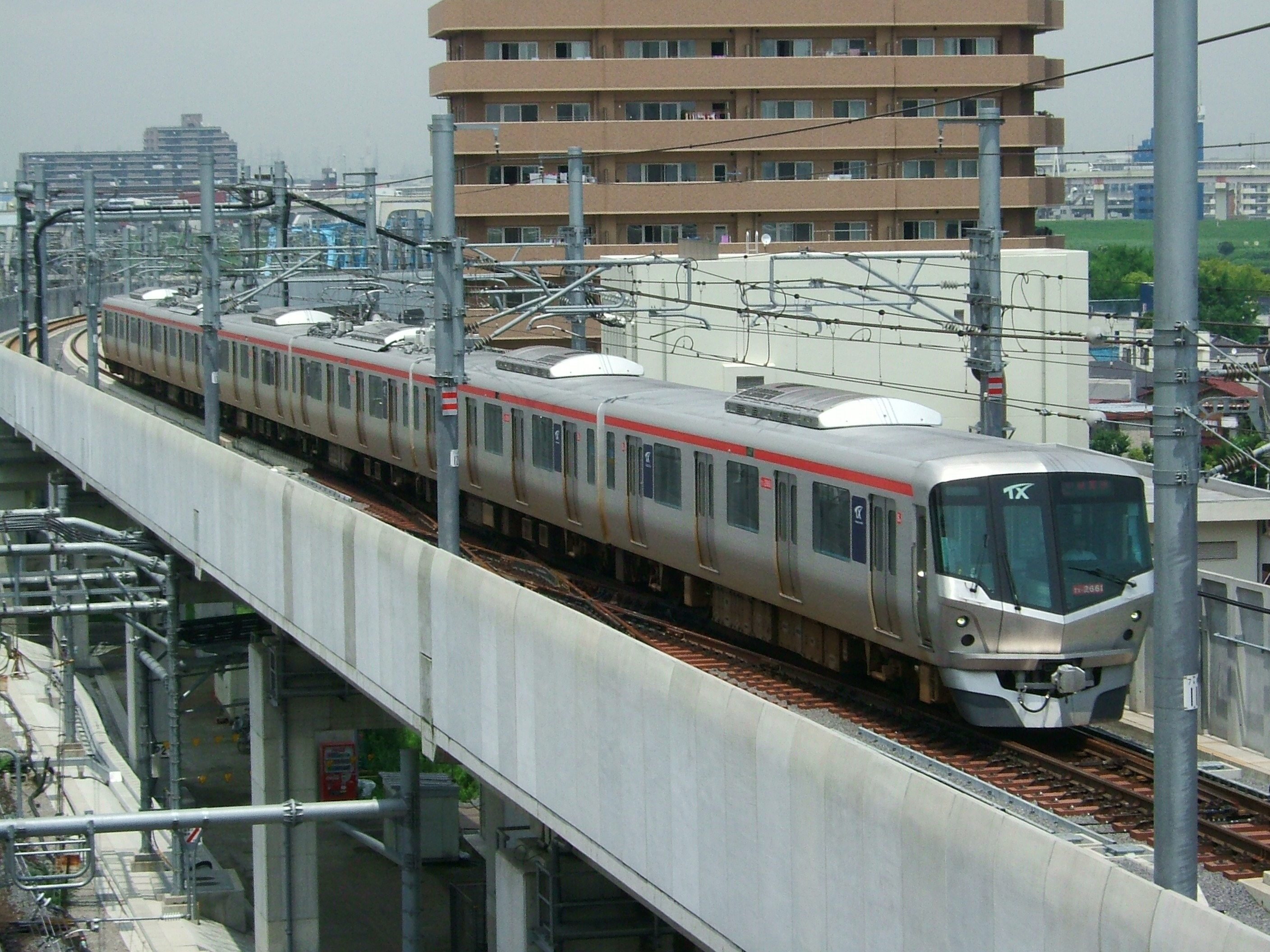
試車中的TX-2000系首批車

首都圈新都市鐵道TX-2000系電力動車組（日语：／ Shutoken shintoshi tetsudō TX-2000-kei densha */?），是日本首都圈新都市鐵道筑波快線的交直流兩用通勤形電車。
2003年（平成15年）3月先製造試驗車六卡一列、2004年（平成16年）1月至7月期間，量産車6卡編組15列（共90輛）在日立製作所的笠戶事業所完成。筑波快線於2005年完工通車時與TX-1000系同時投入服務。TX-1000與TX-2000的首批車外觀大致相同。
由於筑波快線運量成長，因此於2008年及2012年新造兩批增備車投入服務，與開業時首批車的外觀及內裝有所差異。
因這款車是交直流兩用電車，所以能在同線的全部路段使用。繼JR東日本E501系電車之後，日本國內第二款交直流兩用的通勤型電車。最高營運速度130km/h。筑波快線具有地下路段，依法規在每列車的兩端設有緊急逃生門。

## 關連項目
- 首都圈新都市鐵道TX-1000系電車
- 首都圈新都市鐵道TX-3000系電車
- 常磐線